# West Church (Tillicoultry)
Die West Church ist ein ehemaliges Kirchengebäude in der schottischen Stadt Tillicoultry in der Council Area Clackmannanshire. Das Kirchengebäude stammt aus dem Jahre 1840, ist also elf Jahre jünger als die Parish Church of St. Serf nahe dem Alten Friedhof im Nordosten der Stadt. Die Kirchengemeinde wurde mit jener der Parish Church of St. Serf zusammengelegt und das Gebäude zu Sozialwohnungen umgebaut. 1977 wurde es in die schottischen Denkmallisten in der Kategorie C aufgenommen.

## Beschreibung
Das ehemalige Kirchengebäude liegt direkt an der A91, die als Hauptstraße durch die Stadt verläuft, westlich des Stadtzentrums gegenüber der Einmündung der Stirling Street. Das aus dem Jahre 1840 stammende Gebäude ist im georgianischen Stil erbaut und eher schlicht gehalten. Das Mauerwerk des zweistöckigen Bauwerks besteht aus Bruchstein. Drei vertikale Achsen durchziehen die nach Norden weisende Vorderseite entlang der Straße. Die mittig eingelassene, zweiflüglige Türe schließt mit einem Segmentbogen oberhalb des Oberlichts ab. An der westlichen Fassade sind die Fenster auf vier Achsen angeordnet. Das Gebäude schließt mit einem Plattformdach ab.